# Jessica Tatti

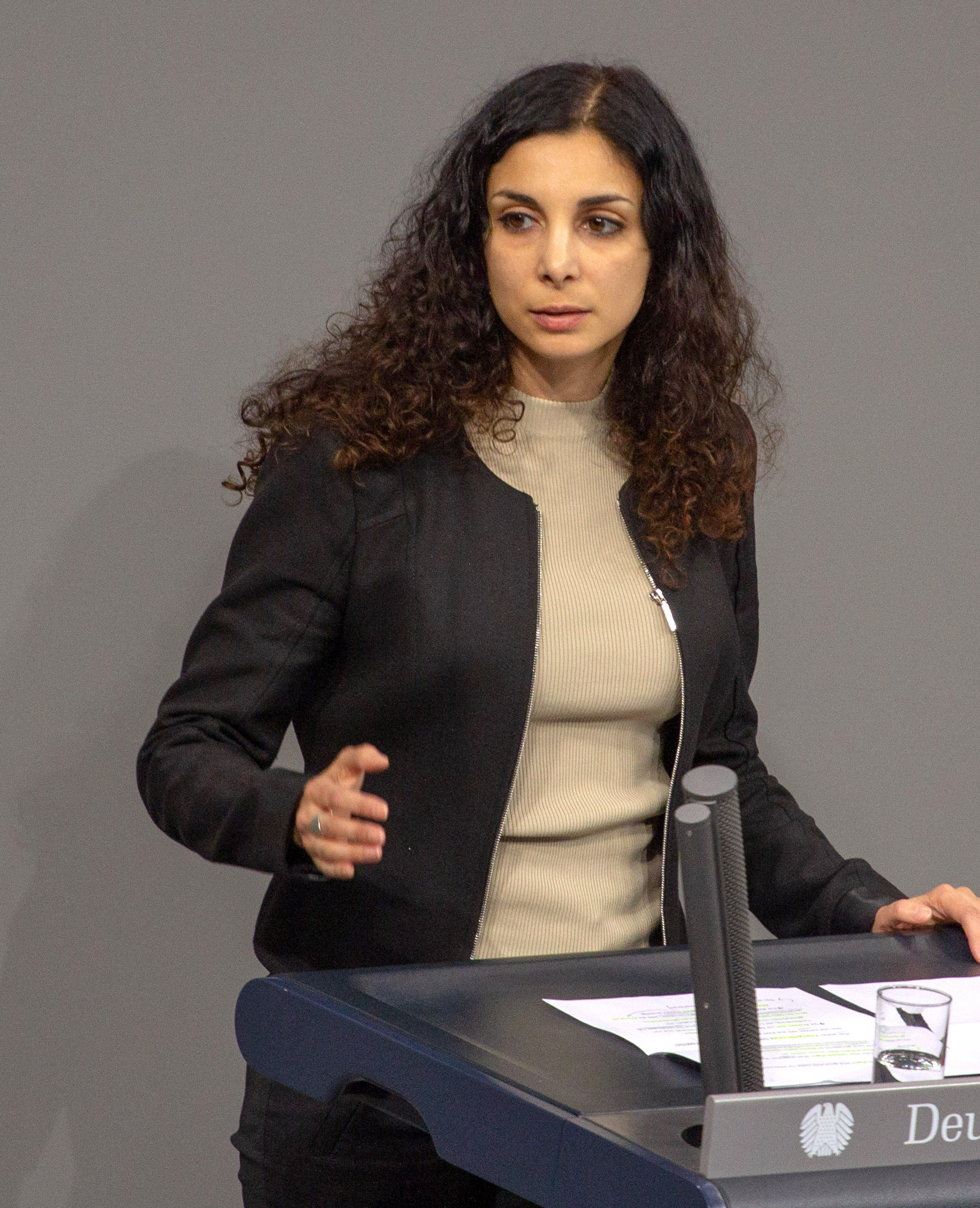
Jessica Tatti 2019

Jessica Tatti (nascida em 22 de abril de 1981) é uma política alemã. Nascida em Marbach am Neckar, Baden-Württemberg, ela representa a esquerda. Jessica Tatti é membro do Bundestag pelo estado de Baden-Württemberg desde 2017.

## Vida
Ela é descendente de italianos. Os seus avós são da Sardenha. Tatti estudou serviços sociais na Universidade Protestante de Ciências Aplicadas em Ludwigsburg e foi empregada no campo profissional correspondente depois de obter o seu bacharelato. Em 2010, ela mudou-se para Reutlingen e inicialmente trabalhou com jovens urbanos; antes do seu mandato parlamentar no Bundestag alemão, ela trabalhou mais recentemente em serviços sociais de assistência a refugiados para a associação distrital de Esslingen de Arbeiterwohlfahrt (AWO). Ela tornou-se membro do Bundestag após as eleições federais alemãs de 2017 e é membro da Comissão de Trabalho e Assuntos Sociais. Desde 2023 ela faz parte da Aliança Sahra Wagenknecht – Razão e Justiça.